# Maria Edviges de Hesse-Darmstadt
Maria Edviges de Hesse-Darmstadt (em alemão: Marie Hedwig von Hessen-Darmstadt; Gießen, 26 de novembro de 1647 - Ichtershausen, 19 de abril de 1680) foi uma duquesa-consorte de Saxe-Meiningen.

## Vida
A 20 de novembro de 1671, Maria casou-se com o duque Bernardo I de Saxe-Meiningen no Castelo Friedenstein em Gota. Na altura, Bernardo governava o Ducado de Saxe-Gota-Altemburgo em conjunto com os irmãos, mas mais tarde tornou-se duque de Saxe-Meiningen. Em 1676, o casal passou a residir na cidade de Ichtershausen. Bernardo mandou construir aqui um castelo ao qual chamou de Marienburg, em honra de Maria Edviges.
Em 1680, Bernardo e os seus irmãos dividiram Saxe.Gota e Bernardo tornou-se o primeiro duque de Saxe-Meiningen. O seu novo ducado era formado sensivelmente pelos mesmos territórios do antigo principado de Hanneberg. No recém-criado escudo existia uma galinha negra que, na altura, era considerado um símbolo de bruxaria. Maria era muito supersticiosa e, desde o momento em que viu o escudo, nunca mais ficou completamente saudável, afirmando que se recusava a entrar na terra da galinha negra. Viria a morrer mais tarde nesse mesmo ano, com apenas trinta e dois anos de idade, pouco depois do nascimento do seu filho mais novo. Faltavam apenas nove semanas para a família se mudar para Meiningen. Foi enterrada na cripta da igreja da cidade de Meiningen.

## Casamento e descendência
Maria casou-se no dia 20 de novembro de 1671 com o futuro duque Bernardo I de Saxe-Meiningen. Juntos tiveram sete filhos:
1. Ernesto Luís I de Saxe-Meiningen (7 de Outubro de 1672 - 24 de Novembro de 1724), casado com a duques Doroteia Maria de Saxe-Gota-Altemburgo; com descendência.
2. Bernardo de Saxe-Meiningen (28 de Outubro de 1673 - 25 de Outubro de 1694), morreu aos vinte anos de idade; sem descendência.
3. João Ernesto de Saxe-Meiningen (29 de Dezembro de 1674 - 8 de Fevereiro de 1675), morreu com um mês de idade.
4. Maria Isabel de Saxe-Meiningen (11 de Agosto de 1676 - 22 de Dezembro de 1676), morreu com quatro meses de idade.
5. João Jorge de Saxe-Meiningen (3 de Outubro de 1677 - 10 de Outubro de 1678), morreu com um ano de idade.
6. Frederico Guilherme de Saxe-Meiningen (16 de Fevereiro de 1679 - 9 de Março de 1746), nunca se casou nem teve filhos.
7. Jorge Ernesto de Saxe-Meiningen (26 de Março de 1680 - 1 de Janeiro de 1699), morreu aos dezanove anos de varíola; sem descendência.

## Genealogia
| Maria Edviges de Hesse-Darmstadt | Pai: Jorge II de Hesse-Darmstadt | Avô paterno: Luís V de Hesse-Darmstadt  | Bisavô paterno: Jorge I de Hesse-Darmstadt   |
| Maria Edviges de Hesse-Darmstadt | Pai: Jorge II de Hesse-Darmstadt | Avô paterno: Luís V de Hesse-Darmstadt  | Bisavó paterna: Madalena de Lippe            |
| Maria Edviges de Hesse-Darmstadt | Pai: Jorge II de Hesse-Darmstadt | Avó paterna: Madalena de Brandemburgo   | Bisavô paterno: João Jorge de Brandemburgo   |
| Maria Edviges de Hesse-Darmstadt | Pai: Jorge II de Hesse-Darmstadt | Avó paterna: Madalena de Brandemburgo   | Bisavó paterna: Isabel de Anhalt-Zerbst      |
| Maria Edviges de Hesse-Darmstadt | Mãe: Sofia Leonor da Saxónia     | Avô materno: João Jorge I da Saxónia    | Bisavô materno: Cristiano I da Saxónia       |
| Maria Edviges de Hesse-Darmstadt | Mãe: Sofia Leonor da Saxónia     | Avô materno: João Jorge I da Saxónia    | Bisavó materna: Sofia de Brandemburgo        |
| Maria Edviges de Hesse-Darmstadt | Mãe: Sofia Leonor da Saxónia     | Avó materna: Madalena Sibila da Prússia | Bisavô materno: Alberto Frederico da Prússia |
| Maria Edviges de Hesse-Darmstadt | Mãe: Sofia Leonor da Saxónia     | Avó materna: Madalena Sibila da Prússia | Bisavó materna: Maria Leonor de Cleves       |